# Sacred Reich
I Sacred Reich sono un gruppo musicale statunitense di genere thrash metal, attivo dal 1985 e proveniente da Scottsdale in Arizona, stesso Stato che vide la nascita dei Flotsam and Jetsam di Jason Newsted.
Dopo aver pubblicato quattro album, tra i quali spiccano Ignorance e The American Way che ebbero anche un buon successo, la band decise di sciogliersi, anche a causa della profonda crisi del thrash metal, riunendosi ufficialmente nel 2006.

## Storia

### Gli inizi (1985-1989)

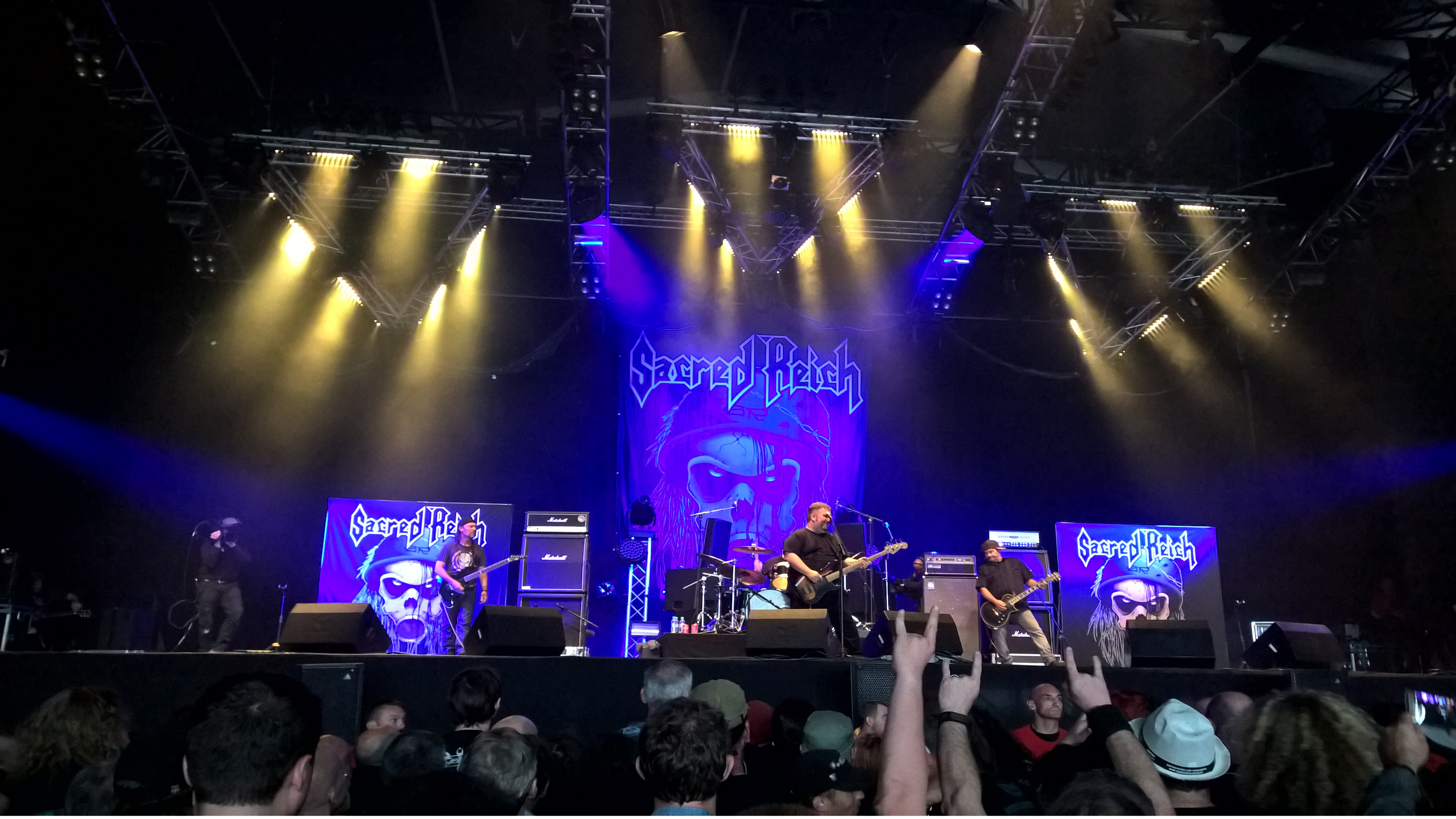
I Sacred Reich all'Hellfest 2016

Il gruppo si formò nel 1985 ispirati dall'ondata delle thrash metal band americane come Slayer, Metallica, Exodus e Anthrax.
la band era formata dal bassista cantante Phil Rind, dai chitarristi Jason Rainey e Wiley Arnett e dal batterista Greg Hall.
Il loro primo demo, intitolato Draining You of Life, risale allo stesso anno ed è fortemente influenzato dagli Slayer, soprattutto a livello lirico.

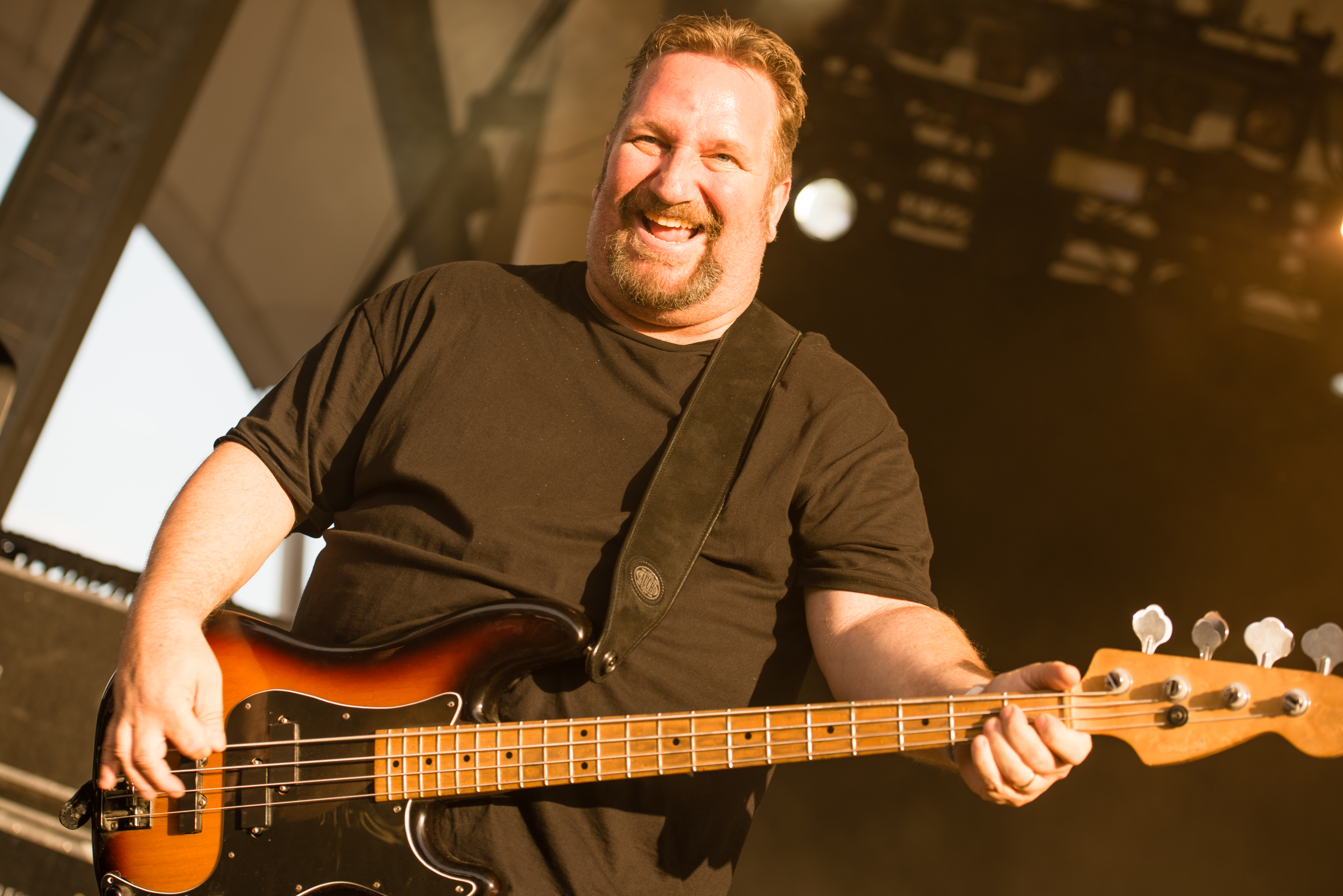
Phil Rind, fondatore del gruppo

Sarà con il loro album d'esordio Ignorance, del 1987, che la band si allineerà allo stile di gruppi come i Nuclear Assault, dove sono presenti forti influenze hardcore punk.
Il gruppo propose una musica diretta, pesante e violenta riconducibile ad un ideale incrocio fra Slayer, Black Sabbath e D.R.I..
La componente metal è evidente soprattutto nei pezzi più rallentati e negli assoli melodici di chitarra, mentre la furia punk è potenziata da testi di forte denuncia sociale.
Nel 1988 uscì l'EP Surf Nicaragua che musicalmente continua sulla linea dell'album precedente con testi che spingono ancora di più sul pacifismo e la non violenza.
La copertina dell'album mostra la mascotte della band mentre fa surf sul coperchio di una bara con una bomba in mano.
Pezzo più riuscito all'interno di questo disco è probabilmente la reinterpretazione di War Pigs dei Black Sabbath.

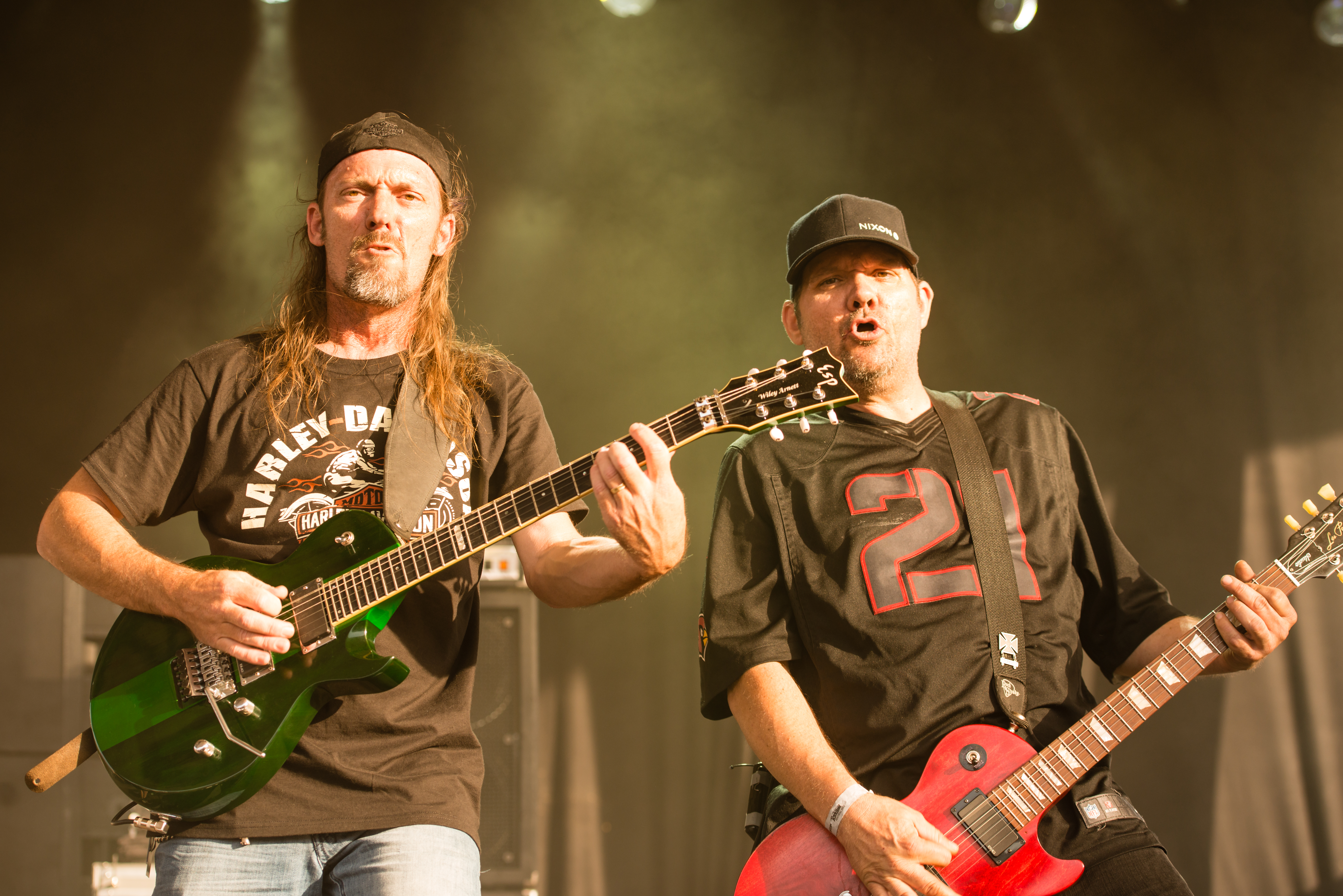
Wiley Arnett e Jason Rainey al Rock Hard Festival 2014

### Il successo (1990-1992)
Nel 1990 viene pubblicato il loro secondo album in studio intitolato The American Way.
Questo sarà anche il loro più importante successo commerciale, sarà infatti il loro primo disco ad entrare nella classifica Billboard 200 raggiungendo la posizione 153.
Anche qui continueranno gli attacchi alla politica e alla società americana ma sotto l'aspetto musicale ci fu una diminuzione della furia degli esordi.

### Il declino e lo scioglimento (1993-2000)
Proprio in questo periodo ci fu però un lento ed inesorabile declino del thrash metal a causa dell'arrivo del grunge sulla scena musicale.
La band decise comunque di continuare a produrre dischi thrash scegliendo quindi una strada diversa rispetto ad altre band che in questo periodo decisero di adattarsi spostandosi verso altri generi musicali più commerciali o più estremi.

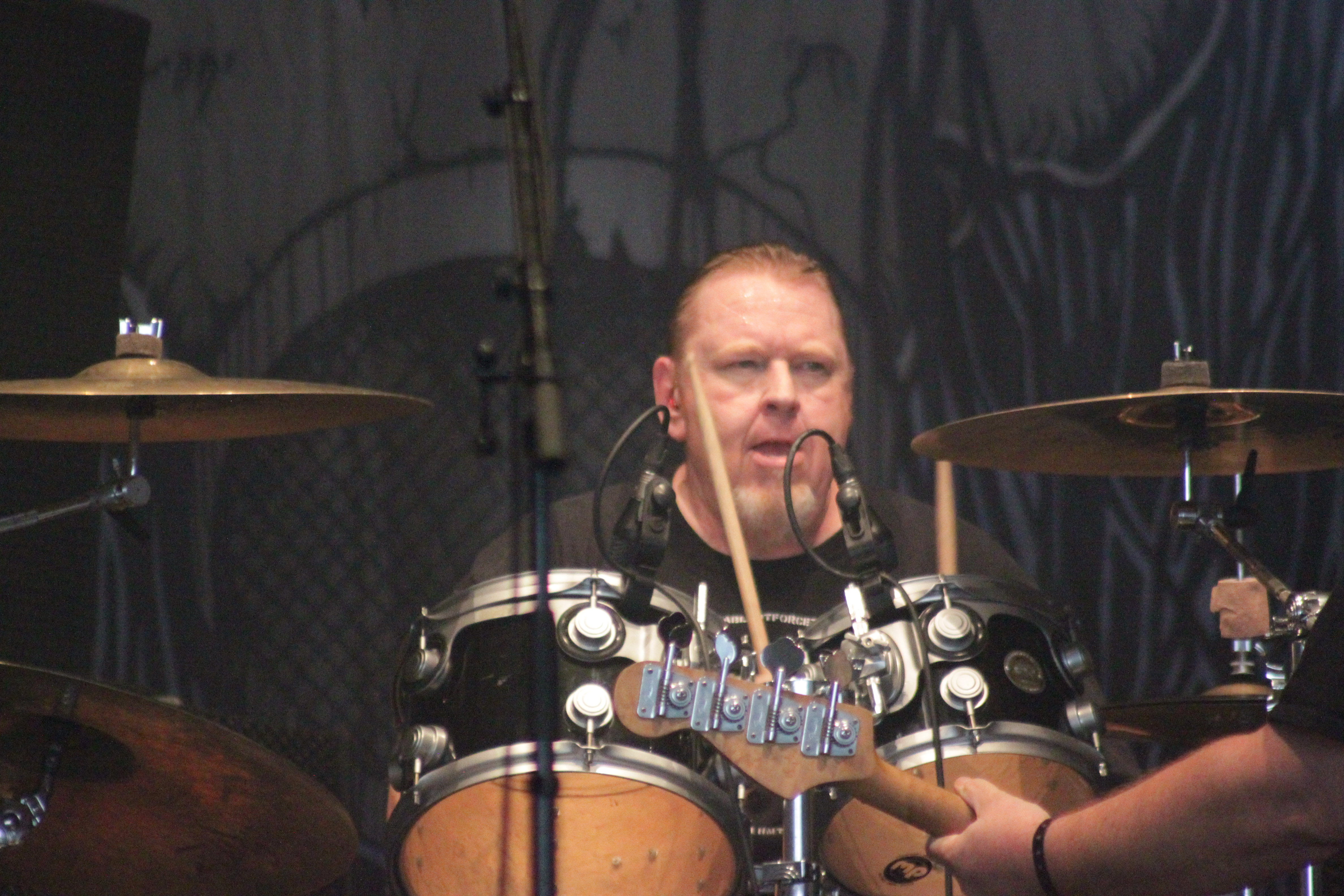
Greg Hall

Nel 1993 venne pubblicato Independent disco ancora una volta di protesta ma che musicalmente non si discostò particolarmente dai precedenti lavori tranne che per la presenza di una per loro insolita power ballad intitolata I Never Said Goodbye.

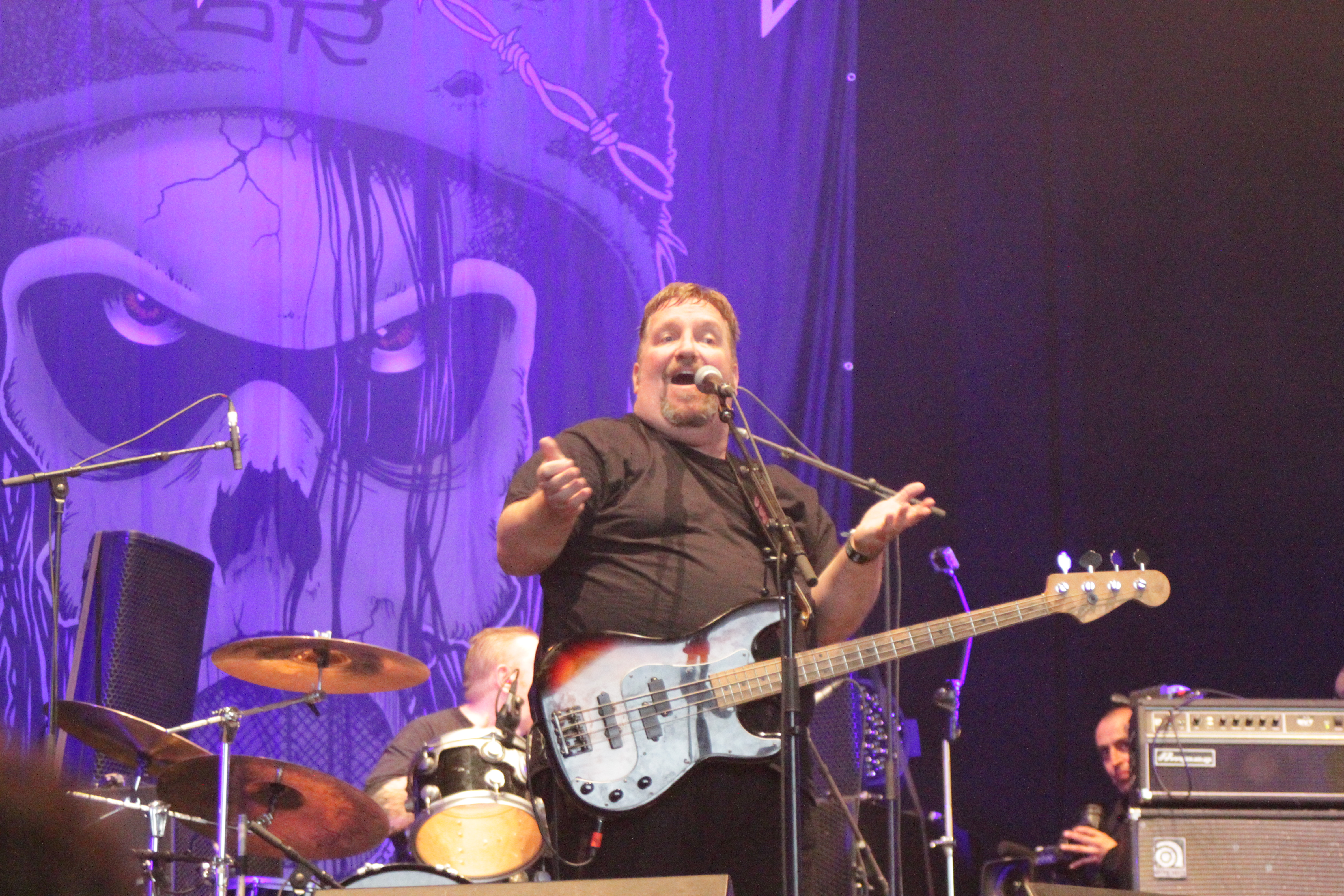
Phil Rind

Tre anni dopo, nel 1996, la band diede alla luce il suo quarto album in studio che sarà anche l'ultimo: Heal.
In questo periodo ci fu l'abbandono definitivo del batterista Dave McClain che decise di occuparsi a tempo pieno ai Machine Head e venne quindi sostituito da Greg Hall che decise di ritornare nella band. Questo disco sarà un buon disco aggressivo soprattutto veloce come si può evincere da ottimi pezzi come Don't, Break Through o Ask Ed.
L'anno successivo verrà pubblicato anche un disco dal vivo, Still Ignorant.
Nel 2000, viste le difficoltà ed il poco successo, la band decise di sciogliersi.

### La reunion (2006-oggi)
Dopo anni di assenza la band decise di tornare a fare musica con la stessa formazione, grazie anche al periodo favorevole che vedeva il thrash metal prepotentemente alla ribalta.
In un'intervista però il cantante Phil Rind dichiarò che la band non aveva progetti per la creazione un nuovo disco, affermazione che venne successivamente smentita nel dicembre del 2018 quando, nell'annunciare il rientro in formazione del batterista Dave McClain (appena uscito assieme a Phil Demmel dai Machine Head) in sostituzione di Greg Hall, ha anche  annunciato che la band si trovava in studio di registrazione impegnata nei lavori per il nuovo album la cui uscita sarebbe prevista nell'aprile del 2019.
Un nuovo cambio di lineup avviene nel febbraio 2019 quando la band annuncia l'uscita dal gruppo per motivi di salute del chitarrista e membro fondatore Jason Rainey che viene sostituito dal giovane (22 anni) chitarrista Joey Radziwill.

## Testi
Analogamente ad altre band come ad esempio i Nuclear Assault, anche i Sacred Reich ebbero un'anima sostanzialmente sociopolitica pacifista ed ecologista.
La politica americana, la Chiesa, la scuola e tutte le forme di autorità imposte subirono attacchi massicci da parte del giovane cantante.
La sua voce roca e cavernosa grida la rabbia di una generazione americana arrabbiata e senza direzione.
La copertina originale dell'album, che mostra tutti i mali della società, è nascosta all'interno del disco sostituita da una più sobria e diretta recante la mascotte del gruppo.
Su Ignorance c'è anche il brano Sacred Reich, manifesto di denuncia storica a quello che è stato Adolf Hitler e il nazismo.
Nel 1988 esce l'EP Surf Nicaragua nel quale i testi spingono ancora di più sul pacifismo e la non violenza attaccando apertamente la politica interventista americana.
Il testo della title track è abbastanza eloquente:
Il testo di One nation, con un incidere lento e pesante, esalta la pace e l'uguaglianza tra i popoli.

## Formazione

### Formazione attuale
- Phil Rind - voce e basso (1985-2000, 2006-oggi)
- Wiley Arnett - chitarra (1986-2000, 2006-oggi)
- Joey Radziwill - chitarra (2019-oggi)
- Dave McClain - batteria (1991-1997, 2018-oggi)

### Ex componenti
- Jason Rainey - chitarra (1985-2000, 2006-2019, morto nel 2020)
- Greg Hall - batteria (1985-1991, 1997-2000, 2006-2018)
- Jeff Martinek - chitarra (1985-1986, morto nel 2018)
- Dan Kelly - voce (1985-1986)
- Mike Andre - basso (1985)
- Ray Nay - batteria (1985)

### Ex turnisti
- Chuck Fitzgerald – batteria (1996)
- Tim Radziwill – batteria (2018)

## Discografia
Album in studio
- 1987 – Ignorance
- 1990 – The American Way
- 1993 – Independent
- 1996 – Heal
- 2019 – Awakening

Album dal vivo
- 1997 – Still Ignorant

Raccolte
- 2007 – Ignorance / Surf Nicaragua

EP
- 1988 – Surf Nicaragua
- 1989 – Alive at the Dynamo (EP dal vivo)
- 1991 – A Question
- 2019 – Alive 2019 (EP dal vivo)

Demo
- 1985 – Draining You of Life
- 1989 – The American Way demo

Split
- 1995 – Nativity in Black: A Tribute to Black Sabbath Sampler (con Ugly Kid Joe, Cathedral e Sepultura)
- 2019 – Sacred Reich / Iron Reagan (con gli Iron Regan)

Singoli
- 1988 – War Pigs (promo)
- 1990 – 31 Flavors
- 1990 – The American Way
- 1990 – Uncensored
- 1991 – A Question
- 1993 – Crawling
- 1993 – Independent
- 1993 – Open Book / The Big Picture

## Videografia
- 1989 – Crash and Burn (split con Hallows Eve, Fates Warning, Heretic e Angkor Wat)
- 2012 – Live at Wacken